# MSC Cruises
MSC Cruises tudi MSC Crociere je ladijska družba, ki operira s potniškimi križarkami. MSC Cruises je v lasti Mediterranean Shipping Company (MSC), ki je 2. največji kontejnerskega ladjar na svetu.
Podjetje, sprva kot Lauro Lines, je bilo ustanovljeno leta 1960 v Neaplju, Italija, sedež pa je v Ženevi, Švica. Podjetje ima več kot 15500 zaposlenih in ima pisarne v 45 državah. MSC je četrti največji križarski ladjar na svetu, s 5,2% deležem trga.

## Ladje

### Lirica
| Ladja        | Leto izgradnje | Graditelj                              | Vstop v uporabo (pri MSC) | Gros tonaža | Zastava | Opombe                     |
| ------------ | -------------- | -------------------------------------- | ------------------------- | ----------- | ------- | -------------------------- |
| MSC Armonia  | 2001           | Chantiers de l'Atlantique(St. Nazaire) | Maj 2004                  | 65 542 GT   | Panama  | Prej European Vision       |
| MSC Sinfonia | 2002           | Chantiers de l'Atlantique(St. Nazaire) | Marec 2005                | 65 542 GT   | Panama  | Prej European Stars        |
| MSC Lirica   | 2003           | Chantiers de l'Atlantique(St. Nazaire) | Marec 2003                | 59 058 GT   | Panama  | Modificiran razredEuropean |
| MSC Opera    | 2004           | Chantiers de l'Atlantique(St. Nazaire) | Marec 2004                | 65 591 GT   | Panama  | Modificiran razredEuropean |

### RazredMusica
| ! Ladja       | Leto izgradnje | Graditelj               | Vstop v uporabo (pri MSC) | Gros tonaža | Zastava | Opombe                    |
| ------------- | -------------- | ----------------------- | ------------------------- | ----------- | ------- | ------------------------- |
| MSC Musica    | 2006           | Aker Yards(St. Nazaire) | Julij 2006                | 92409 GT    | Panama  |                           |
| MSC Orchestra | 2007           | Aker Yards(St. Nazaire) | Maj 2007                  | 92 409 GT   | Panama  |                           |
| MSC Poesia    | 2008           | Aker Yards(St. Nazaire) | Oktober 2008              | 92 627 GT   | Panama  |                           |
| MSC Magnifica | 2010           | STX Europe(St. Nazaire) | Marec 2010                | 95 128 GT   | Panama  | Modificiran razred Musica |

### RazredFantasia
| Ladja         | Leto izgradnje | Graditelj               | Vstop v uporabo (pri MSC) | Gros tonaža  | Zastava | Opombe                                 |
| ------------- | -------------- | ----------------------- | ------------------------- | ------------ | ------- | -------------------------------------- |
| MSC Fantasia  | 2008           | Aker Yards(St. Nazaire) | December 2008             | 137 936 GT   | Panama  |                                        |
| MSC Splendida | 2009           | Aker Yards(St. Nazaire) | Julij 2009                | 137 936 GT   | Panama  | Preimenovana v MSC Splendida leta 2008 |
| MSC Divina    | 2012           | STX Europe(St. Nazaire) | Junij 2012                | 139 400 GT   | Panama  | Preimenovana v MSC Divina leta 2010    |
| MSC Preziosa  | 2013           | STX Europe(St. Nazaire) | Marec 2013                | 139,400 tons | Panama  | Modiciran razre Fantasia               |

### Ladje v prihodnosti
| Ladja               | Leto izgradnje | Graditelj               | Vstop v uporabo (pri MSC) | Gros tonaža | Zastava               | Opombe |
| ------------------- | -------------- | ----------------------- | ------------------------- | ----------- | --------------------- | ------ |
| MSC Meraviglia      | May 2017       | STX Europe(St. Nazaire) | 167 600 GT                | Panama      | Največja ladja družbe |        |
| Project Vista II    | 2019           | STX Europe(St. Nazaire) | 167 600 GT                | Panama      | [ 3 ]                 |        |
| Project Vista III   | 2019           | STX Europe(St. Nazaire) | 177 000 GT                | Panama      | [ 3 ]                 |        |
| Project Vista IV    | 2020           | STX Europe(St. Nazaire) | 177 000 GT                | Panama      | [ 3 ]                 |        |
| MSC Seaside         | Nov 2017       | Fincantieri             | 154 000 GT                | Panama      | [ 3 ]                 |        |
| Project Seaside II  | May 2018       | Fincantieri             | 154 000 GT                | Panama      | [ 3 ]                 |        |
| Project Seaside III | 2021           | Fincantieri             | 154 000 GT                | Panama      | [ 4 ]                 |        |

## Ladje v preteklosti
| Ladja          | Leto izgradnje | Graditelj                         | Vstop v uporabo (pri MSC) | Gros tonaža | Leto upokojitev |
| -------------- | -------------- | --------------------------------- | ------------------------- | ----------- | --------------- |
| Predloga:MS    | 1951           | Swan Hunter and Wigham Richardson | 1994                      | 16 000 GT   | 2000            |
| Predloga:MS    | 1952           | Bethlehem Shipbuilding Corp.      | 1994                      | 20 000 GT   | 2006            |
| Rhapsody       | 1977           | Burmeister & Wain                 | 1995                      | 17 095 GT   | 2009            |
| MSC Melody     | 1982           | CNIM (La Seyne-sur-Mer)           | 1997                      | 35 143 GT   | 2013            |
| Angelina Lauro | 1938           | Koninklijke Maatschappi           | N/A                       | 24 377 GT   | 1979            |
| Achille Lauro  | 1947           | Koninklijke Maatschappi           | N/A                       | 23629 GT    | 1994            |

## Destinacije
- Zahodni Mediteran: MSC Divina, MSC Preziosa, MSC Fantasia, MSC Armonia
- Vzhodni Mediteran: MSC Magnifica, MSC Poesia, MSC Musica, MSC Lirica, MSC Opera
- Severna Evropa: MSC Splendida, MSC Orchestra, MSC Sinfonia

## Galerija
- MSC Armonia
- MSC Sinfonia
- MSC Lirica
- MSC Opera
- MSC Musica
- MSC Orchestra
- MSC Poesia
- MSC Magnifica
- MSC Fantasia
- MSC Splendida
- MSC Divina
- MSC Preziosa